# The Honeymoon Tour
The Honeymoon Tour foi a segunda turnê e a primeira mundial da artista musical Ariana Grande, em apoio ao seu segundo álbum de estúdio My Everything (2014). A turnê foi anunciada em 10 de setembro de 2014 por e iniciou-se em 25 de fevereiro de 2015, terminando em 25 de outubro do mesmo ano. Contou com 81 shows no total, com público geral de 808.667 pessoas sendo uma das 16 turnês que mais venderam ingressos em 2015 de acordo com a Pollstar e lucro total de US$41.800.000 de acordo com a Billboard, sendo a 40° turnê mais lucrativa de 2015.

## Antecedentes
Em 4 de junho de 2014, Ariana Grande anunciou que tinha assinado um contrato de turnê e afirmou que a turnê iria viajar para fora dos Estados Unidos, tornando-se sua primeira turnê mundial. Grande anunciou a primeira parte da turnê em 5 de setembro por meio de um aplicativo de fãs chamado Fahlo. Naquela mesma semana, as datas da turnê foram revelados ao público, bem como o nome. Ingressos de pré-encomenda foram lançada em 15 de setembro de 2014 através do mesmo aplicativo e em 20 de setembro para o público através da Live Nation.

## Repertório
1. "Bang Bang
2. "Hands on Me"
3. "Best Mistake"
4. "Break Your Heart Right Back"
5. "Be My Baby"
6. "Right There"
7. "The Way"
8. "Pink Champagne"
9. "Tattooed Heart"
10. "One Last Time"/"What Do You Mean?" (mashup)
11. "Why Try"
12. "My Everything"
13. "Just A Little Bit Of You Heart"
14. "Love Me Harder"
15. "All My Love"
16. "Honeymoon Avenue"
17. "Break Free"
18. "Problem"

- Durantes os shows em Rosemont, Worcester e Filadélfia, Ariana Grande e Cashmere Cat cantaram "Adore".
- Durante o show em Detroit, Ariana Grande e Big Sean cantaram "Best Mistake" e "Right There".
- Durante os show em Miami e Inglewood, Ariana Grande e Justin Bieber cantaram "Love Me Harder", "All That Matters" e "As Long as You Love Me".
- Durante o show em Inglewood, Ariana Grande cantou "I Have Nothing" da Whitney Houston e foi acompanhada pelo co-roteirista e produtor da música David Foster.
- Durante o segundo show em Paris no dia 15 de maio, Ariana Grande e Kendji Girac cantaram a versão francesa de "One Last Time".
- Durante os shows em Barcelona, Cidade do México, Santiago e Buenos Aires, Ariana Grande cantou a versão Spanglish de "The Way".
- Durante os shows entres os dias 16 de julho e 9 de setembro, Ariana Grande fez um mashup das músicas "I'm Every Woman da Chaka Khan e "Vogue" da Madonna.
- Durante o show em Manila, Ariana Grande cantou "I Have Nothing" da Whitney Houston.
- Durantes os shows entres os dias 15 de agosto e 15 de outubro e do dia 21 de outubro, Ariana Grande incluiu "Baby I" no repertório.
- A partir do dia 18 de setembro, Ariana Grande inclui um mashup de What Do You Mean? do Justin Bieber e "One Last Time" no repertório.
- Durante o show em El Paso, Ariana Grande cantou "Hide and Seek", em homenagem a Imogen Heap por permitir que ela usasse as Luvas Mimmus em sua turnê.
- Durante o show em São Paulo no Brasil (último show da turnê) tocou um pedaço do novo single de Grande, Focus, que foi lançado 5 dias depois.

## Lista de concertos
| Data                    | Cidade           | País           | Local                      | Ato de abertura           | Público                   | Receita        |  |
| ----------------------- | ---------------- | -------------- | -------------------------- | ------------------------- | ------------------------- | -------------- |  |
| América do Norte        |                  |                |                            |                           |                           |                |  |
| 25 de fevereiro de 2015 | Kansas City      | Estados Unidos | Independence Events Center | Cashmere Cat Rixton       | 5,594 / 5,594             | US$ 400,000    |  |
| 28 de fevereiro de 2015 | Milwaukee        | Estados Unidos | BMO Harris Bradley Center  | Cashmere Cat Rixton       | 10,411 / 10,411           | US$1,000,000   |  |
| 1º de março de 2015     | Saint Paul       | Estados Unidos | Xcel Energy Center         | Cashmere Cat Rixton       | 11,272 / 11,272           | US$7,000,000   |  |
| 3 de março de 2015      | Chicago          | Estados Unidos | Allstate Arena             | Cashmere Cat Rixton       | 12,470 / 12,470           | US$300,000,000 |  |
| 5 de março de 2015      | Cleveland        | Estados Unidos | Quicken Loans Arena        | Cashmere Cat Rixton       | 11,533 / 11,533           | US$604,962     |  |
| 7 de março de 2015      | Detroit          | Estados Unidos | Joe Louis Arena            | Cashmere Cat Rixton       | 14,505 / 14,505           | US$659,749     |  |
| 8 de março de 2015      | Toronto          | Canadá         | Air Canada Centre          | Cashmere Cat Rixton       | 13,666 / 13,666           | US$493,989     |  |
| 10 de março de 2015     | Pittsburgh       | Estados Unidos | Petersen Events Center     | Cashmere Cat Rixton       | 8,149 / 8,149             | US$427,937     |  |
| 12 de março de 2015     | Philadelphia     | Estados Unidos | Wells Fargo Center         | Cashmere Cat Rixton       | 14,334 / 14,334           | US$778,265     |  |
| 14 de março de 2015     | Uncasville       | Estados Unidos | Mohegan Sun Arena          | Cashmere Cat Rixton       | 7,347 / 7,347             | US$326,102     |  |
| 15 de março de 2015     | Worcester        | Estados Unidos | DCU Center                 | Cashmere Cat Rixton       | 10,337 / 10,337           | US$517,105     |  |
| 17 de março de 2015     | Houston          | Estados Unidos | NRG Stadium                | Cashmere Cat Rixton       | 75,068 / 75,068           | US$1,234,716   |  |
| 20 de março de 2015     | New York City    | Estados Unidos | Madison Square Garden      | Cashmere Cat Rixton       | 28,520 / 28,520           | US$1,455,122   |  |
| 21 de março de 2015     | New York City    | Estados Unidos | Madison Square Garden      | Cashmere Cat Rixton       | 28,520 / 28,520           | US$1,455,122   |  |
| 24 de março de 2015     | Atlanta          | Estados Unidos | Philips Arena              | Cashmere Cat Rixton       | 9,271 / 9,271             | US$510,404     |  |
| 26 de março de 2015     | Orlando          | Estados Unidos | Amway Center               | Cashmere Cat Rixton       | 12,661 / 12,661           | US$609,739     |  |
| 28 de março de 2015     | Miami            | Estados Unidos | American Airlines Arena    | Cashmere Cat Rixton       | 13,646 / 13,646           | US$663,521     |  |
| 31 de março de 2015     | San Antonio      | Estados Unidos | AT&T Center                | Cashmere Cat Rixton       | 11,319 / 11,319           | US$544,146     |  |
| 1º de abril de 2015     | Dallas           | Estados Unidos | American Airlines Arena    | Cashmere Cat Rixton       | 12,248 / 12,248           | US$602,533     |  |
| 3 de abril de 2015      | Oklahoma City    | Estados Unidos | Chesapeake Energy Arena    | Cashmere Cat Rixton       | 9,526 / 9,526             | US$461,343     |  |
| 6 de abril de 2015      | Phoenix          | Estados Unidos | US Airways Center          | Cashmere Cat Rixton       | 12,530 / 12,530           | US$600,285     |  |
| 8 de abril de 2015      | Los Angeles      | Estados Unidos | The Forum                  | Cashmere Cat Rixton       | 11,605 / 11,605           | US$534,176     |  |
| 10 de abril de 2015     | Anaheim          | Estados Unidos | Honda Center               | Cashmere Cat Rixton       | 12,160 / 12,160           | US$581,827     |  |
| 12 de abril de 2015     | San Jose         | Estados Unidos | SAP Center at San Jose     | Cashmere Cat Rixton       | 12,717 / 12,717           | US$651,429     |  |
| 14 de abril de 2015     | Seattle          | Estados Unidos | KeyArena                   | Cashmere Cat Rixton       | 11,648 / 11,648           | US$508,121     |  |
| 16 de abril de 2015     | Vancouver        | Canadá         | Rogers Arena               | Cashmere Cat Rixton       | 13,210 / 13,210           | US$477,295     |  |
| Europa                  |                  |                |                            |                           |                           |                |  |
| 14 de maio de 2015      | Paris            | França         | Zénith de Paris            | Rixton                    | —                         | —              |  |
| 15 de maio de 2015      | Paris            | França         | Zénith de Paris            | Rixton                    | —                         | —              |  |
| 19 de maio de 2015      | Berlim           | Alemanha       | Max-Schmeling-Halle        | Rixton                    | —                         | —              |  |
| 21 de maio de 2015      | Estocolmo        | Suécia         | Ericsson Globe             | Rixton                    | —                         | —              |  |
| 22 de maio de 2015      | Oslo             | Noruega        | Oslo Spectrum              | Rixton                    | —                         | —              |  |
| 25 de maio de 2015      | Milão            | Itália         | Mediolanum Forum           | Rixton                    | —                         | —              |  |
| 28 de maio de 2015      | Amsterdã         | Países Baixos  | Ziggo Dome                 | Rixton                    | —                         | —              |  |
| 29 de maio de 2015      | Amsterdã         | Países Baixos  | Ziggo Dome                 | Rixton                    | —                         | —              |  |
| 1º de junho de 2015     | Londres          | Reino Unido    | The O2 Arena               | Rixton                    | 13,549 / 13,841           | US$762,868     |  |
| 4 de junho de 2015      | Manchester       | Reino Unido    | Manchester Arena           | Rixton                    | 11,506 / 11,765           | US$613,272     |  |
| 6 de junho de 2015      | Londres          | Reino Unido    | Wembley Stadium            | —                         | —                         | —              |  |
| 8 de junho de 2015      | Glasgow          | Reino Unido    | The SSE Hydro              | Krishane Melissa Steel    | 10,789 / 10,792           | US$555,723     |  |
| 9 de junho de 2015      | Birmingham       | Reino Unido    | Barclaycard Arena          | Krishane Melissa Steel    | —                         |                |  |
| 12 de junho de 2015     | Antuérpia        | Bélgica        | Sportpaleis                | Alvar & Millas            | 13,255 / 14,514           | US$563,577     |  |
| 13 de junho de 2015     | Colônia          | Alemanha       | Lanxess Arena              | —                         | —                         | —              |  |
| 16 de junho de 2015     | Barcelona        | Espanha        | Palau Sant Jordi           | Paula Rojo                | —                         | —              |  |
| América do Norte        |                  |                |                            |                           |                           |                |  |
| 28 de Junho de 2015     | New York City    | Estados Unidos | Pier 26                    | —                         | —                         | —              |  |
| 16 de julho de 2015     | Tampa            | Estados Unidos | Amalie Arena               | Prince Royce              | 5,651 / 7,214             | US$306,261     |  |
| 18 de julho de 2015     | Sunrise          | Estados Unidos | BB&T Center                | Prince Royce              | —                         | —              |  |
| 21 de julho de 2015     | Charlotte        | Estados Unidos | Time Warner Cable Arena    | Prince Royce              | —                         | —              |  |
| 23 de julho de 2015     | Louisville       | Estados Unidos | KFC Yum! Center            | Prince Royce              | —                         | —              |  |
| 25 de julho de 2015     | Washington, D.C. | Estados Unidos | Verizon Center             | Prince Royce              | 7,996 / 10,361            | US$515,683     |  |
| 26 de julho de 2015     | Hershey          | Estados Unidos | Hersheypark Stadium        | Prince Royce              | —                         | —              |  |
| 29 de julho de 2015     | Filadélfia       | Estados Unidos | Wells Fargo Center         | Prince Royce              | —                         | —              |  |
| 31 de julho de 2015     | Albany           | Estados Unidos | Times Union Center         | Prince Royce              | —                         | —              |  |
| 2 de agosto de 2015     | Uncasville       | Estados Unidos | Mohegan Sun Arena          | Prince Royce              | 7,044 / 7,131             | US$470,758     |  |
| 4 de agosto de 2015     | Manchester       | Estados Unidos | Verizon Wireless Arena     | Prince Royce              | —                         | —              |  |
| 6 de agosto de 2015     | Montreal         | Canadá         | Bell Centre                | Prince Royce              | 10,533 / 10,533           | US$502,087     |  |
| 7 de agosto de 2015     | Ottawa           | Canadá         | Canadian Tire Centre       | Prince Royce              | —                         | —              |  |
| 9 de agosto de 2015     | Toronto          | Canadá         | Air Canada Centre          | Prince Royce              | 10,703 / 10,703           | US$453,447     |  |
| Ásia                    |                  |                |                            |                           |                           |                |  |
| 15 de agosto de 2015    | Chiba City       | Japão          | Chiba Marine Stadium       | —                         | —                         | —              |  |
| 16 de agosto de 2015    | Osaka            | Japão          | Maishima Sports Island     | —                         | —                         | —              |  |
| 19 de agosto de 2015    | Tóquio           | Japão          | Tokyo International Forum  | —                         | —                         | —              |  |
| 23 de agosto de 2015    | Manila           | Filipinas      | Mall of Asia Arena         | Tom Taus                  | —                         | —              |  |
| 26 de agosto de 2015    | Jacarta          | Indonésia      | JIExpo                     | —                         | —                         | —              |  |
| América do Norte        |                  |                |                            |                           |                           |                |  |
| 29 de agosto de 2015    | Las Vegas        | Estados Unidos | Mandalay Bay Events Center | Prince Royce              | —                         | —              |  |
| 31 de agosto de 2015    | Fresno           | Estados Unidos | Save Mart Center           | Prince Royce              | 8,897 / 10,710            | US$416,264     |  |
| 2 de setembro de 2015   | Boise            | Estados Unidos | Taco Bell Arena            | Prince Royce              | —                         | —              |  |
| 4 de setembro de 2015   | Portland         | Estados Unidos | Moda Center                | Prince Royce              | —                         | —              |  |
| 8 de setembro de 2015   | Mountain View    | Estados Unidos | Shoreline Amphitheatre     | Prince Royce              | —                         | —              |  |
| 9 de setembro de 2015   | Chula Vista      | Estados Unidos | Sleep Train Amphitheatre   | Prince Royce              | —                         | —              |  |
| 10 de setembro de 2015  | Sacramento       | Estados Unidos | Sleep Train Arena          | Prince Royce              | —                         | —              |  |
| 11 de setembro de 2015  | Los Angeles      | Estados Unidos | Staples Center             | Prince Royce              | 13,573 / 13,745           | US$653,203     |  |
| 18 de setembro de 2015  | Houston          | Estados Unidos | Toyota Center              | Prince Royce Who Is Fancy | 9,939 / 10,124            | US$557,714     |  |
| 20 de setembro de 2015  | Birmingham       | Estados Unidos | Legacy Arena               | Prince Royce Who Is Fancy | —                         | —              |  |
| 22 de setembro de 2015  | Nashville        | Estados Unidos | Bridgestone Arena          | Prince Royce Who Is Fancy | 7,775 / 8,045             | US$304,405     |  |
| 24 de setembro de 2015  | Raleigh          | Estados Unidos | PNC Arena                  | Prince Royce Who Is Fancy | —                         | —              |  |
| 26 de setembro de 2015  | Brooklyn         | Estados Unidos | Barclays Center            | Prince Royce Who Is Fancy | 21,510 / 21,510           | US$1,127,406   |  |
| 27 de setembro de 2015  | Brooklyn         | Estados Unidos | Barclays Center            | Prince Royce Who Is Fancy | 21,510 / 21,510           | US$1,127,406   |  |
| 29 de setembro de 2015  | Grand Rapids     | Estados Unidos | Van Andel Arena            | Prince Royce Who Is Fancy | 7,822 / 7,822             | US$373,754     |  |
| 2 de outubro de 2015    | Chicago          | Estados Unidos | United Center              | Prince Royce Who Is Fancy | —                         | —              |  |
| 4 de outubro de 2015    | St. Louis        | Estados Unidos | Scottrade Center           | Prince Royce Who Is Fancy | —                         | —              |  |
| 6 de outubro de 2015    | Wichita          | Estados Unidos | Intrust Bank Arena         | Prince Royce Who Is Fancy | 7,161 / 10,884            | US$372,124     |  |
| 7 de outubro de 2015    | Tulsa            | Estados Unidos | BOK Center                 | Prince Royce Who Is Fancy | —                         | —              |  |
| 9 de outubro de 2015    | New Orleans      | Estados Unidos | Smoothie King Center       | Prince Royce Who Is Fancy | —                         | —              |  |
| 11 de outubro de 2015   | Dallas           | Estados Unidos | American Airlines Center   | Prince Royce Who Is Fancy | 8,945 / 9,653             | US$377,291     |  |
| 13 de outubro de 2015   | Austin           | Estados Unidos | Frank Erwin Center         | Prince Royce              | 7,179 / 8,632             | US$351,128     |  |
| 15 de outubro de 2015   | El Paso          | Estados Unidos | El Paso County Coliseum    | Prince Royce              | —                         | —              |  |
| América Latina          |                  |                |                            |                           |                           |                |  |
| 18 de outubro de 2015   | Cidade do México | México         | Palacio de los Deportes    | —                         | 16,109 / 16,349           | US$1,074,116   |  |
| 21 de outubro de 2015   | Santiago         | Chile          | Movistar Arena             | —                         | —                         | —              |  |
| 23 de outubro de 2015   | Buenos Aires     | Argentina      | Complejo al Río            | Olivia Viggiano           | —                         | —              |  |
| 25 de outubro de 2015   | São Paulo        | Brasil         | Allianz Parque             | —                         | - 22,000 / 25,000         |                |  |
| 25 de outubro de 2015   | São Paulo        | Brasil         | Allianz Parque             | —                         |                           |                |  |
| Total                   | Total            | Total          | Total                      | Total                     | 490,635 / 505,027 (97.1%) | US$24,379,990  |  |

### Shows cancelados ou reprogramados
| Data                  | Cidade     | País                   | Local                       | Motivo |
| --------------------- | ---------- | ---------------------- | --------------------------- | --- |
| 17 de março de 2015   | Fairfax    | Estados Unidos         | Patriot Center              | Cancelado. Devido a compromissos anteriores.                                                                                                 |
| 3 de abril de 2015    | Houston    | Estados Unidos         | Toyota Center               | Cancelado. Devido a compromissos anteriores.                                                                                                 |
| 12 de junho de 2015   | Antuérpia  | Bélgica                | Lotto Arena                 | Cancelado. Movido para o Sportpaleis, devido à arena não ter capacidade suficiente para acomodar os fãs da cantora.                          |
| 11 de julho de 2015   | Cincinnati | Estados Unidos         | Paul Brown Stadium          | Cancelado. Este concerto fazia parte do MLB All-Star Weekend, mas foi cancelado devido à uma cirurgia bucal urgente.                         |
| 6 de setembro de 2015 | Sacramento | Estados Unidos         | Sleep Train Arena           | Adiado para o dia 10 de Setembro, por conta de Grande ter ficado doente.                                                                     |
| 29 de outubro de 2015 | San Juan   | Porto Rico             | Coliseu José Miguel Agrelot | Cancelado. Problemas de logística |
| 3 de dezembro de 2015 | Abu Dhabi  | Emirados Árabes Unidos | Du Arena                    | Cancelado. Todos os ingressos desses shows já haviam sido vendidos,mas devido a problemas de agenda da cantora,estas datas foram canceladas. |
| 5 de dezembro de 2015 | Londres    | Reino Unido            | The O2 Arena                | Cancelado. Todos os ingressos desses shows já haviam sido vendidos,mas devido a problemas de agenda da cantora,estas datas foram canceladas. |
| 8 de dezembro de 2015 | Saitama    | Japão                  | Saitama Super Arena         | Cancelado. Todos os ingressos desses shows já haviam sido vendidos,mas devido a problemas de agenda da cantora,estas datas foram canceladas. |
| 9 de dezembro de 2015 | Saitama    | Japão                  | Saitama Super Arena         | Cancelado. Todos os ingressos desses shows já haviam sido vendidos,mas devido a problemas de agenda da cantora,estas datas foram canceladas. |